# Пичугино (станция)
Пичу́гино (укр. Пичугине) — грузо-пассажирская железнодорожная станция Криворожской дирекции Приднепровской железной дороги на линии Верховцево—Кривой Рог.
Расположена в посёлке Пичугино, Криворожский район, Днепропетровская область между станциями Кривой Рог-Сортировочный (7 км) и Приворот (8 км). Ближайший остановочный пункт — платформа 79 км (2 км).
Название станция получила от фамилии местной помещицы Елизаветы Гавриловны Пичугиной на чьих землях была построена станция.
По данным на 1900 год грузопоток станции достигал 500 тысяч пудов, преимущественно зерна. На станции были склады руды помещика Колачевского.
Станция была электрифицирована в 1959—1960 годах вместе с электрификацией всей линии Верховцево-Долгинцево-Червонное тогдашней Сталинской железной дороги.
На станции останавливаются электропоезда сообщением Днепропетровск-Кривой Рог.
|     | Операции, выполняемые на станции Пичугино: |
| --- | --- |
| Код | Услуга |
| 3   | Приём и выдача грузов повагонными и мелкими отправками, загружаемых целыми вагонами, только на подъездных путях и местах необщего пользования. |
| Б   | Продажа билетов на все пассажирские поезда. Приём и выдача багажа не производятся.                                                             |